# Better Than Me
Better Than Me è il quarto singolo estratto dall'album di debutto degli Hinder, Extreme Behavior.
È stata alla numero 66 nella Top 100 dei brani del 2007 di MTV Asia.

## Charts
Ha debuttato alla numero 97 della Billboard Hot 100, scalando la classifica fino alla numero 31.

## Video
Il video del brano comincia con la band che suona in una stanza buia. Poi passiamo a delle scene di una giovane coppia. Il ragazzo compra della metanfetamina da uno spacciatore su un pick-up. La scena successiva mostra lui mentre guarda delle fotografie di lui e lei insieme. Prende un coltello e rompe una lampadina, ci versa la droga e la mette sul fornello. Di seguito vediamo la reazione violenta e dolorosa alla sostanza, con attacchi e prurito su tutto il corpo. La ragazza arriva, vede la droga e lo affronta. Lui diventa violento e inizia a lanciarle contro ogni cosa. Le luci della stanza dove la band stava suonando si accendono e scopriamo che si tratta di una cattedrale. Il funerale del ragazzo visto prima è in corso, ed è chiaro che è morto per overdose. La ragazza corre verso la bara e gli lascia una busta tra le mani.
Su YouTube era stato indetto un concorso che proponeva ai registi emergenti di creare il proprio video per la canzone: come premio il video trasmesso in televisione e un lavoro non pagato come assistente sul set del video ufficiale. Ironicamente, mentre il video del vincitore non è stato trasmesso in TV, moltissimi partecipanti hanno proposto un soggetto simile a quello del video ufficiale, con pochi video non riguardanti la dipendenza da droghe e solo pochissimi non finiti in suicidio per overdose.

## Accoglienza della critica
Billboard Magazine ha definito il singolo "meno altisonante, ma pur sempre contagioso" rispetto a Lips of an Angel.